# Eremochelis striodorsalis
Eremochelis striodorsalis är en spindeldjursart som först beskrevs av Muma 1962.  Eremochelis striodorsalis ingår i släktet Eremochelis och familjen Eremobatidae. Inga underarter finns listade i Catalogue of Life.